# Cameron Ocasio
Cameron Ocasio (Long Island, 7 de setembro de 1999)  é um ator e modelo americano.

## Vida pessoal
Ocasio é de Nova Iorque, e tem um irmão mais velho e uma irmã mais nova. Ele é faixa preta em artes marciais.

## Carreira
Ele desempenhou vários papéis em séries de televisão e filmes, como Caught, Law & Order: Special Victims Unit e Sinister. Ele foi uma das estrelas da série de televisão Sam & Cat da Nickelodeon no papel de Dice.

## Filmografia

### Filme
| Ano  | Título                | Papel              | Notas |
| ---- | --------------------- | ------------------ | ----- |
| 2011 | Caught                | Young Kevin        |       |
| 2012 | Love Magical          | Robert             |       |
| 2012 | Sinister              | BBQ boy            |       |
| 2012 | Child Eater           | Lucas              |       |
| 2013 | Over/Under            | Tommy              |       |
| 2013 | Fool's Day            | Shane              | Curta |
| 2014 | A Route Less Traveled | Alex Martinez      | Curta |
| 2015 | Countdown to Blounce  | Terrance Hoyabembe | Curta |
| 2018 | Love Magical          | Robert             |       |
| 2018 | The One               | Levi               | Curta |
| 2021 | Project Pay Day       | Curtis             | [ 6 ] |

### Televisão
| Ano       | Título                               | Papel         | Notas                                      |
| --------- | ------------------------------------ | ------------- | ------------------------------------------ |
| 2011      | Law & Order: Special Victims Unit    | Nico Grey     | Episódio: "Lost Traveller"                 |
| 2012      | A Gifted Man                         | Boy with Ball | Episódio: "In Case of Co-Dependants"       |
| 2013      | Nickelodeon Kids' Choice Awards 2013 | Ele mesmo     | Especial de TV                             |
| 2013–2014 | Sam & Cat                            | Dice Corleone | 35 episódios                               |
| 2014      | Nickelodeon Kids' Choice Awards 2014 | Ele mesmo     | Especial de TV                             |
| 2014      | Webheads                             | Ele mesmo     | Episódio: "Boys of Nick Celebrity Edition" |
| 2015      | Nickelodeon Kids' Choice Awards 2015 | Ele mesmo     | Especial de TV                             |
| 2016      | Commando Crash                       | Baxter        | Piloto                                     |